# Hrastek
Hrastek este o localitate din comuna Krško, Slovenia, cu o populație de 18 locuitori.